# Unicodeblock Lisu, Ergänzung
Der Unicodeblock Lisu, Ergänzung (engl.: Lisu Supplement, U+11FB0 bis U+11FBF) enthält einen zusätzlichen Buchstaben des Fraser-Alphabets, der für die Naxi-Sprache verwendet wird.

## Liste
| Unicodenummer   | Zeichen (400 %) | Kategorie                               | Bidirektionale Klasse | Offizielle Bezeichnung | Beschreibung       |
| --------------- | --------------- | --------------------------------------- | --------------------- | ---------------------- | ------------------ |
| U+11FB0 (73648) | 𑾰               | anderer Buchstabe, Silbe oder Ideogramm | links nach rechts     | LISU LETTER YHA        | Lisu-Buchstabe Yha |